# Funk dance
Funk dance sau funk styles se referă la un grup de stiluri street dance originare din Califiornia, în anii 1970, în timpul erei funk. Aceste stiluri includ locking, popping și electric boogaloo. Cu toate că majoritatea acestor dansuri au fost introduse în cultura hip hop și sunt deobicei dansate pe muzică hip hop, ele erau erau dansate la început (și încă mai sunt) pe muzică funk. Unul dintre motivele pentru care termenul funk styles a apărut a fost pentru a da acestor dansuri propria lor identitate și pentru a evita confundarea lor cu breakdance-ul, care este din New York.